# Iraks premiärminister

Iraks statsvapen.

Iraks premiärminister är Iraks regeringschef. Premiärminister var från början underlägsen statschefen (Iraks president) och ledaren av det irakiska parlamentet. Under den nya konstitutionen är premiärministern landets högsta auktoritet. Sittande premiärministern sedan  28 oktober 2022 är Mohammed al-Sudani.

## Lista över Iraks premiärministrar, i urval[1]

### Brittiska mandatet Irak(1920–1932)
- Abd al-Rahman al-Gillani (1920)

...
- Nuri as-Sa'id (1930–1932, första gången)

### Kungariket Irak(1932–1958)
- Naji Shawkat (1932–1933)
- Rashid Ali al-Gailani (1933, första gången)

...
- Hamdi al-Pachachi (1944–1946)

...
- Muzahim al-Pachachi (1948–1949)

...
- Nuri al-Said (1938–1940, 1941–1944, 1946–1947, 1949, 1950–1952, 1954–1957, 1958)
- Ahmad Mukhtar Baban (1958)

### RepublikenIrak(1958–2003)
- Abd al-Karim Qasim (1958–1963)
- Ahmad Hasan al-Bakr (1963)

...
- Ahmad Hassan al-Bakr (1968–1979)
- Saddam Hussein (1979–1991, 1994–2003)

### Iraks styrande råd(2003–2004)
...
- Ibrahim al-Jaafari (första gången, augusti 2003)
- Ahmed al-Chalabi (september 2003)
- Iyad Allawi (första gången, oktober 2003)
- Jalal Talabani (november 2003)

...
- Adnan Pachachi (januari 2004)

...
- Massoud Barzani (april 2004)

...

### RepublikenIrak(2004–)
- Iyad Allawi (2004–2005)
- Ibrahim al-Jaafari (2005–2006)
- Nuri al-Maliki (2006–2014)
- Haider al-Abadi (2014–2018)
- Adil Abdul-Mahdi (2018–2020)
- Mustafa al-Kadhimi (2020-2022)
- Mohammed al-Sudani (2022-)